# Groningsche Vrouwelijke Studenten Club Magna Pete
De Groninger Vrouwelijke Studenten Club Magna Pete (GVSC) ("streef naar het grote"), of kortweg Magna Pete of de Club, was een studentenvereniging uitsluitend voor vrouwen studerend aan de Rijksuniversiteit Groningen. Magna Pete werd opgericht op 1 november 1898. Magna Pete fuseerde op 1 mei 1970 met het Groninger Studenten Corps Vindicat atque Polit.

## Geschiedenis

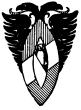
Wapen Magna Pete

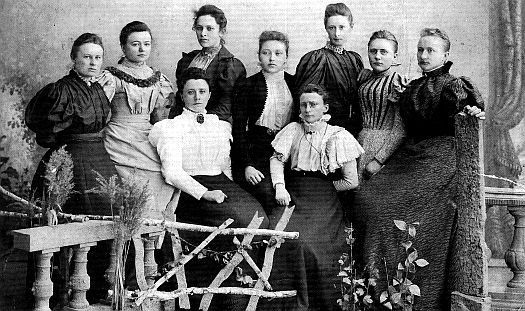
Dames van Pluvia

De eerste vrouwelijke studente die werd toegelaten aan een van de rijkshogescholen was Aletta Jacobs. Zij vroeg hiertoe nog speciaal toestemming aan de Minister van Onderwijs. Het sinds 1871 groeiend aantal vrouwelijke studenten verenigde zich in 1896 aanvankelijk in een wandelclubje genaamd Pluvia, maar kreeg al gauw de behoefte zich aan te sluiten bij een bestaande vereniging. Op hun verzoek opgenomen te worden in het Corps werd na een ledenvergadering van het Groninger Studenten Corps negatief gereageerd door de heren Corpsleden, zodat de damesstudenten besloten zelf maar een club voor vrouwelijke studenten te vormen. In Café de Pool op de hoek van de Grote Markt en de Oude Ebbingestraat werd in oktober 1898 het besluit genomen tot de oprichting van de aanvankelijk genaamde Groningse Damesstudenten Debating Club. Dit pand bood tot 1883 onderdak aan Mutua Fides, de Sociëteit van het GSC Vindicat atque Polit. Zo werd op 1 november 1898 de 'Groningsche Vrouwelijke Studenten Club' Magna Pete opgericht, de eerste vrouwelijke studentenvereniging in Nederland. Dit heeft navolging gekregen in Leiden, Amsterdam, Utrecht, Delft, Wageningen en Rotterdam. Al deze vrouwelijke studentenverenigingen verenigden zich later weer in de Bond van Vrouwelijke Studenten Vereenigingen. Dit was, tot de fusiegolf in de jaren 70 van de 20e eeuw, de tegenhanger van de (strikt mannelijke) corpora der ASV.

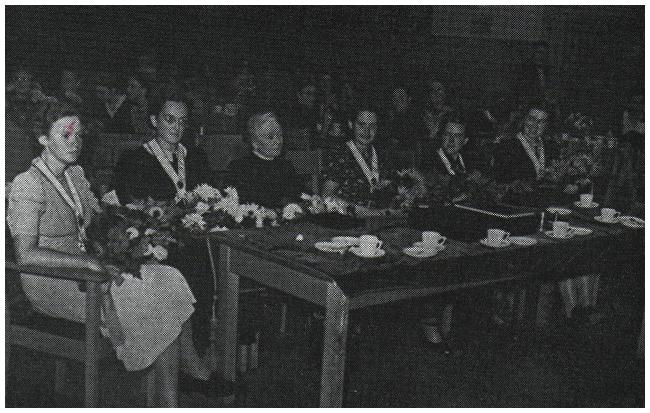
Bestuur Magna Pete 1940-1941

Magna Pete had door de jaren heen haar plaats van samenkomen, haar eigen clubgebouw, gevestigd in Hotel Willems op de Herestraat en gedeeltelijk op kamers van 1898 tot en met 1901, waarna het verhuisde naar de Scholtenskoepel bij het Herewegviaduct (van 1902-1903, en van 1904-1910). Tussentijds zat men nog op het Nieuwe Kerkhof (28 mei 1903-1904). Van de Scholtenkoepel verhuisden de Dames naar de Brugstraat 23a (van februari 1910-1916) en daarna naar Grote Markt 12 (van 1916 tot februari 1930). Het Clubgebouw Grote Markt 12 werd gehuurd van Vindicat. Beneden was de eetzaal van Mutua Fides en boven huisde Magna Pete. De ingang voor Magna Petenten was aan de achterkant, via een nauw steegje vanuit de Oude Ebbingestraat.

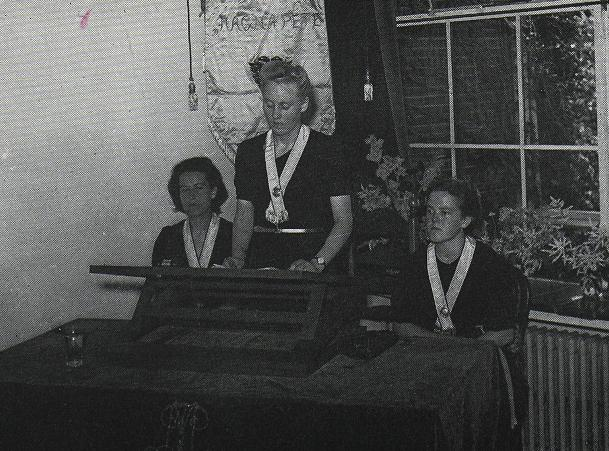
Bestuur Magna Pete 1946

Van 30 juni 1930 tot en met 1 mei 1942 zetelde het clubgebouw in het pand van Vopel Bond op de Kreupelstraat 2. Ook dit gebouw (net als de behuizing van Mutua Fides) is verwoest bij de bevrijding van Groningen op 17 april 1945. Na de oorlog, bij de wederopbloei van het studentenleven kreeg de club haar onderkomen op Westersingel 19a (van 21 juni 1945 tot december 1945) en zelfs tijdelijk bij de protestantse studentenvereniging VERA van december 1945 tot en met 28 maart 1946. Daarna verhuisde de club weer naar een ander gebouw op de Oude Boteringestraat 32 (in het Filologisch Instituut) van 28 maart 1946 tot en met september 1946. Toen Mutua Fides daarna verhuisde naar de Emmasingel, verhuisde Magna Pete naar de Oude Boteringestraat 74, het (huidige hotel) Corps de Garde. Tot 1951 was de club in het Corps de Garde gevestigd. Op 14 juni betrok Magna Pete weer een eigen pand: Hofstraat 16. Hier zou de vereniging zetelen van 14 juni 1951 tot en met uiteindelijk de fusie met Vindicat op 1 mei 1970.
In 1948 werd in Hoogezand een nieuwe kustvaarder door de toenmalige praeses van de vereniging Magna Pete gedoopt. Elk jaar nog wappert op 1 november de Magna Pete-vlag van het Leeszaalbalkon op Mutua Fides.